# 龍井區
龍井區，得名自龍目井，位於中華民國臺中市西南部，地處大肚溪下游北岸，清水平原與大肚台地的南部。重要農業特產有金蘭西瓜、地瓜、花生、狗尾草、油菜花等。臺中火力發電廠、東海別墅夜市、直轄市定古蹟龍井林宅位於區內。

## 歷史

### 地名由來

龍目井近況

龍井區名由來，係由於在大正九年（1920年）龍井庄創立時，取自轄區內地名「龍目井」之頭尾二字，故而稱之為「龍井」。該地有一對同名古井。

### 沿革
龍井地區原為平埔族群拍瀑拉族水裡社的社域。荷蘭領臺時，本地區由半獨立狀態之大肚王國統轄。明鄭王朝初期，由於大肚王國並未歸順，導致雙方發生數次武裝衝突，最終大肚王國分崩離析。其後明鄭將本地區劃歸承天府之下的天興縣管轄。
清朝領臺後，本地區隸屬諸羅縣。康熙末年，漢人移民陸續在大肚溪沿岸墾拓荒地。水裡社社址原在大肚溪出海口附近，康熙末年已遷至大肚台地的山麓地帶:60。到了道光年間，本地區已有三塊厝、田中央、海墘厝、山仔腳、茄投莊、龍目井、海埔厝、竹坑莊、水裡港、福頭崙、福州厝、新莊仔、塗葛堀等漢人聚落，分屬於大肚中堡及大肚下堡。
1895年甲午戰爭結束後，清廷將臺灣割讓予日本。日治初期政局不穩，行政區劃屢次變動，本地區先後隸屬臺灣縣彰化支廳、臺灣民政支部彰化出張所、臺灣民政支部鹿港出張所、臺中縣鹿港支廳、臺中縣彰化支廳、臺中縣大肚辦務署、臺中縣梧棲港辨務署。1901年（明治三十四年）11月，全臺改置二十廳，本地區隸屬於臺中廳下的牛罵頭支廳（大肚中堡龍目井區）及塗葛堀支廳（大肚下堡塗葛堀區、茄投區）。1905年（明治三十八年），塗葛窟支廳與牛罵頭支廳合併為沙轆支廳，本地區仍隸屬之。1909年（明治四十二年）9月，改革地方政制，將原有二十廳整併為十二廳，並將區由下級行政輔助機構正式改為下級行政官署；本地區隸屬臺中廳沙轆支廳下的龍目井區、塗葛堀區、茄投區。1920年（大正九年），臺灣總督府將二十廳改制為五州二廳。上述三區除了龍目井區的井仔頭庄與茄投區的汴仔頭庄劃至大肚庄外，其餘編成龍井庄，隸屬於臺中州大甲郡。
1945年10月二戰後，中華民國政府接管臺灣，行政區劃改為臺中縣大甲區龍井鄉。1950年底廢區署後，改為「臺中縣龍井鄉」。2010年12月25日再隨著臺中縣市合併改制為「臺中市龍井區」。

## 地理

### 位置

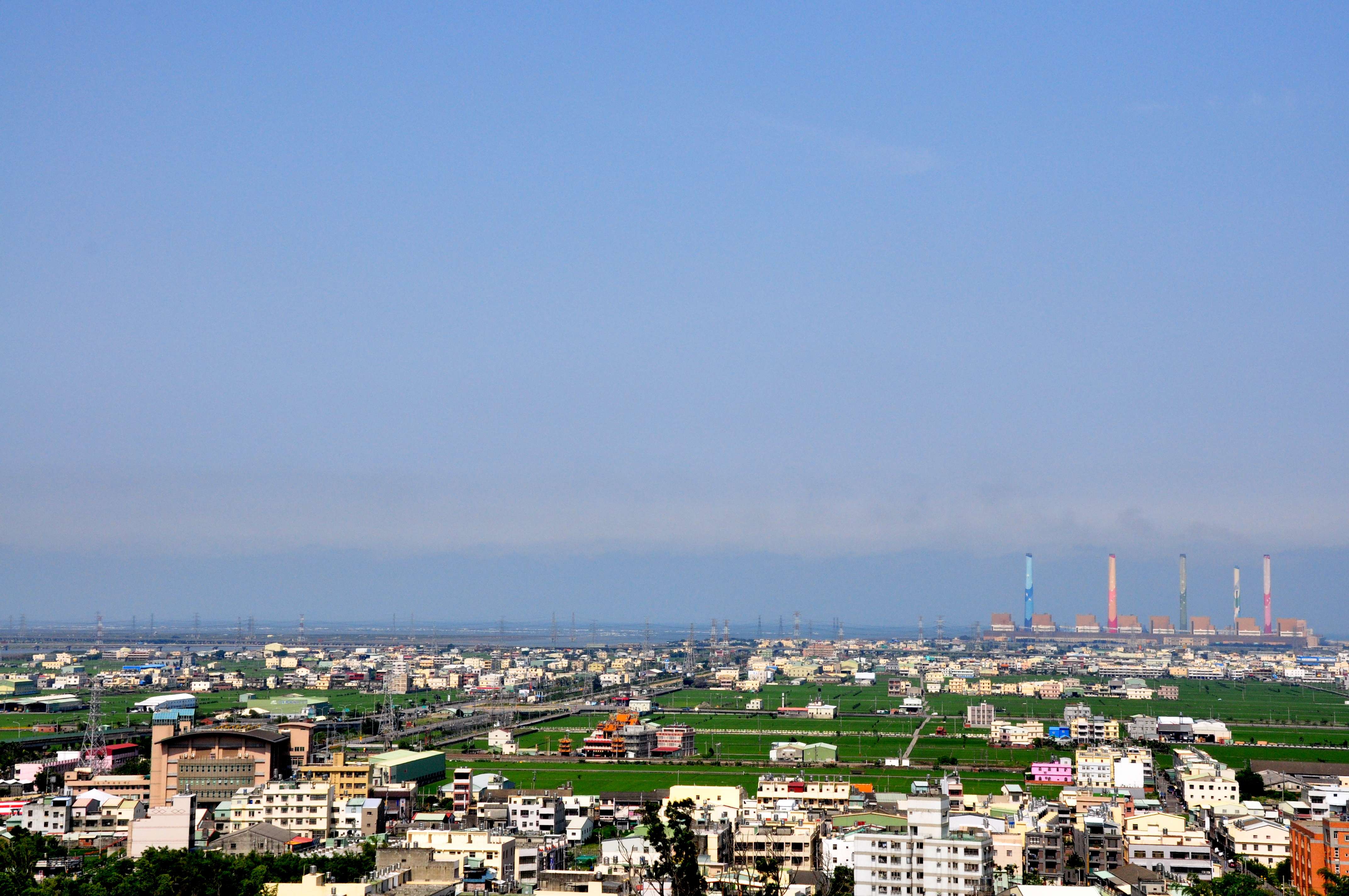
龍井區轄內大肚臺地上遠眺臺中市海線地區清水平原的景色

龍井區位於臺中市西南部，西濱臺灣海峽，東背大肚山與西屯區、南屯區為界為新東里及東海里， 北臨沙鹿區、梧棲區，西南端以中彰大橋隔著烏溪（俗稱大肚溪）與臺灣省彰化縣伸港鄉相望，陸路則南接大肚區，行政地理上東西狹長，南北窄短。

### 氣候

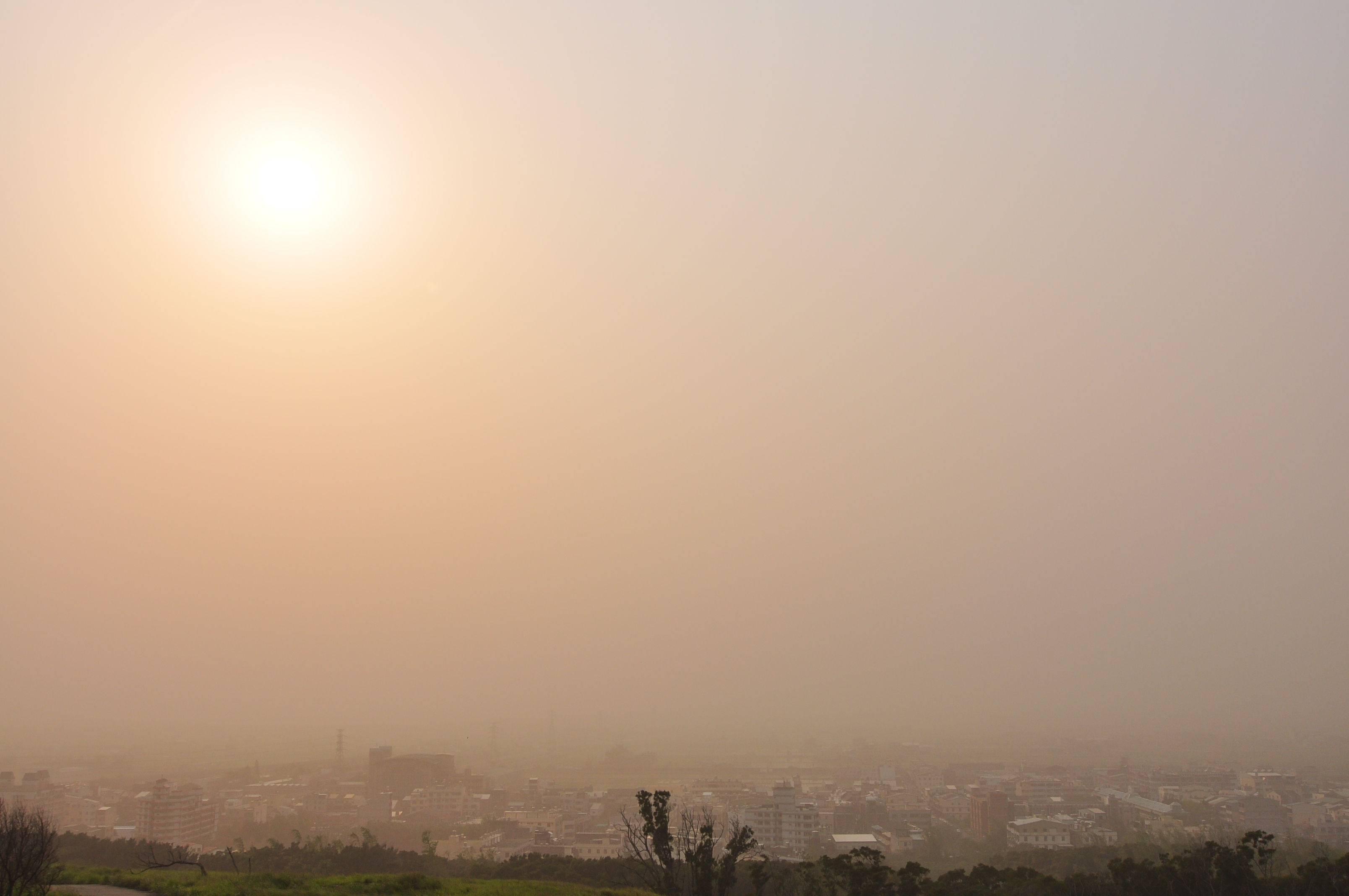
2010年受到中國大陸沙塵暴影響下的臺中海線地區，平常可見的臺中火力發電廠大煙囪已不復見，能見度大約一公里左右。

龍井區由於位於北回歸線以北，且地處臺灣平地地區，故氣候屬亞熱帶季風氣候，但因受到海岸氣流的影響，夏季高溫多雨，冬季則因東北季風盛行而乾旱風強，偶因沙塵暴盛行季節而使龍井區沙塵瀰漫。
近幾年來每到秋分過後直到春分這段時間的天氣空氣中總是瀰漫著較多的沙塵，惟有鋒面通過下雨過後一兩天才有改善。

### 人口
根據臺中市政府民政局統計，2024年底龍井區戶數約2.8萬戶，人口約7.9萬人。區內人口最多和最少的里分別是東海里和福田里，2024年底兩里人口分別為10,904人和1,135人；人口密度最高和最低的里分別是東海里和麗水里，2024年底兩里人口密度分別為每平方公里10,525人和每平方公里726人:15。

## 政治

### 歷任首長
| 任次 | 姓名   | 任期                          | 備註 |
| ---- | ------ | ----------------------------- | ---- |
| 1    | 林裕議 | 2010年12月25日－2013年7月18日 |      |
| 2    | 陳嘉和 | 2013年7月18日－2014年12月24日 |      |
| 3    | 陳嘉榮 | 2014年12月25日－2016年7月25日 |      |
| 4    | 劉俊信 | 2016年7月25日－2017年3月30日  |      |
| 5    | 戴燕如 | 2017年3月31日－2025年6月30日  |      |
| 6    | 何宜真 | 2025年7月1日－現任            |      |

### 區政組織

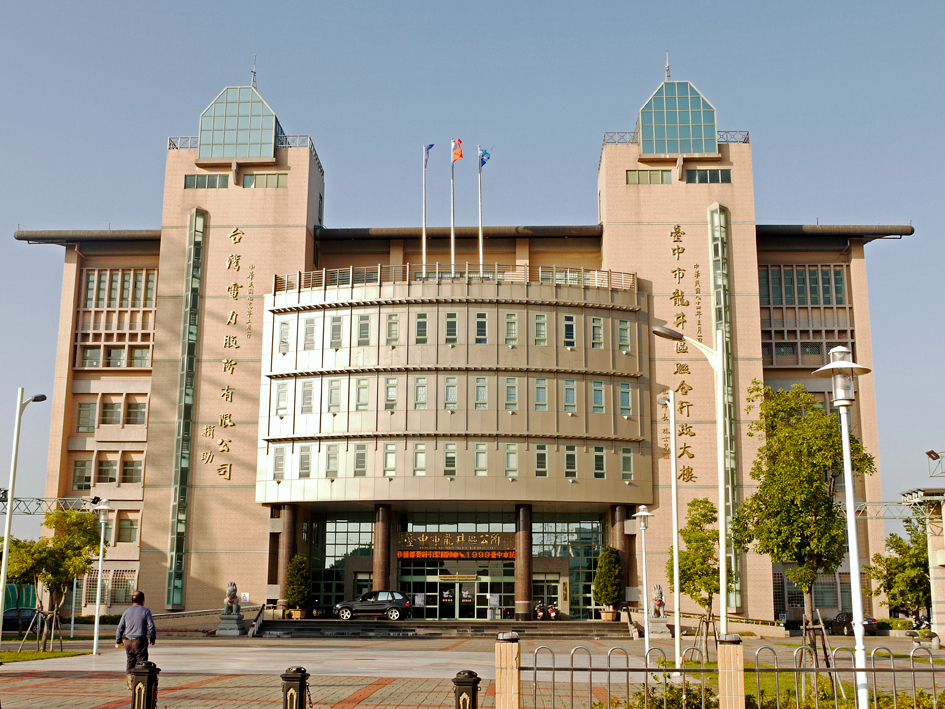
龍井區公所

龍井區公所是臺中市政府在龍井區的派出機關，在中華民國政府架構中為市政府綜理區政的執行機關，上級業務監督機關為臺中市政府。区长由市長任命，其任期為無任期保障。在區長及主任秘書之下，設有5課4室等9個內部單位。

### 行政區
現今龍井區行政範圍的確立，來自於1920年，日本將臺灣十二廳改為五州二廳，設龍井庄屬臺中州大甲郡:72。龍井庄轄龍井、福頭崙、塗葛堀、三塊厝、山腳、龍目井、新庄子等7個大字:52。1945年，改為「龍井鄉」，屬臺中縣大甲區:67。1950年，裁撤區署，龍井鄉改直隸於臺中縣:67－68。2010年12月25日，臺中縣市合併改制為直轄市，龍井鄉改制為市轄區「龍井區」，隸屬臺中市:91。
龍井區共轄16個里，其行政區域分布情形為：
| 龍井區行政區劃 |        |      |        |      |        |      |        |
|                |        |      |        |      |        |      |        |
| 編號           | 里名   | 編號 | 里名   | 編號 | 里名   | 編號 | 里名   |
| 1              | 麗水   | 2    | 忠和里 | 3    | 山腳里 | 4    | 三德里 |
| 5              | 龍津里 | 6    | 福田   | 7    | 龍西里 | 8    | 田中里 |
| 9              | 龍東里 | 10   | 竹坑   | 11   | 南寮里 | 12   | 龍崗里 |
| 13             | 龍泉里 | 14   | 新     | 15   | 新東里 | 16   | 東海里 |

### 選舉
龍井區與沙鹿區、大肚區、烏日區及霧峰區劃分為臺中市第二選舉區，現任立委是顏寬恆。

### 警政治安
龍井區的治安由臺中市政府警察局烏日分局負責，在區內設有龍井分駐所、犁份派出所、龍東派出所、龍津派出所和麗水派出所。

## 經濟

### 農業特產
- 金蘭西瓜
- 地瓜
- 花生
- 狗尾草
- 油菜花

### 金融機構
- 台中銀行龍井分行
- 三信銀行龍井分行
- 陽信銀行龍井分行

## 交通

### 鐵路
臺灣鐵路
- 海岸線：龍井車站

### 公車客運
臺中市公車
- 臺灣大道幹線公車 坪頂站、東海別墅站：300、301、302、303、304、305、306、307、308、309、310
- 本表更新時間為2020年2月13日。

| 路線號碼 | 營運區間                                         | 營運業者                   | 備註                                                                                 |
| -------- | ------------------------------------------------ | -------------------------- | ------------------------------------------------------------------------------------ |
| 60       | 坪頂－大智公園                                   | 台中客運                   |                                                                                      |
| 68       | 鹿寮國中－坪頂－中臺科技大學                         | 中鹿客運                   | 部分班次繞駛國安國小 經太原車站                                                      |
| 93       | 海環線（新烏日車站－大甲銅安厝）                 | 台中客運                   |                                                                                      |
| 105      | 四張犁－龍井                                     | 中鹿客運                   | 四張犁、龍井端點分別為四張犁國小、龍山國小（山腳里） 經臺中車站 部分班次延駛龍津高中 |
| 180      | 沙鹿－彰化                                       | 巨業交通                   | 沙鹿端點為巨業沙鹿站                                                                 |
| 675      | 凱旋敦化路口－龍津高中                           | 臺中客運 統聯客運          |                                                                                      |
| 237      | 豐原東站－大肚車站                               | 豐原客運                   |                                                                                      |
| 290      | 干城站－童綜合醫院（梧棲院區）                   | 台中客運                   | 部分班次繞駛南寮里經臺中車站                                                         |
| 300      | 靜宜大學－臺中車站－靜宜大學                     | 台中客運 統聯客運 巨業交通 | 行駛於公車專用道 為環狀線，臺中車站為回轉中繼站                                      |
| 301      | 新民高中－靜宜大學                               | 統聯客運                   | 行駛於公車專用道                                                                     |
| 302      | 臺中國際機場－臺中公園                           | 中台灣客運                 | 行駛於公車專用道                                                                     |
| 303      | 港區藝術中心－新民高中                           | 統聯客運                   | 經清水區鰲峰路 行駛於公車專用道                                                      |
| 304      | 新民高中－港區藝術中心                           | 台中客運                   | 經清水區五權路 行駛於公車專用道                                                      |
| 305      | 大甲－鹿寮－臺中車站－大甲                       | 巨業交通                   | 行駛於公車專用道 為環狀線，臺中車站為回轉中繼站                                      |
| 306      | 清水－梧棲－臺中車站－清水                       | 巨業交通                   | 行駛於公車專用道 為環狀線，臺中車站為回轉中繼站                                      |
| 307      | 新民高中－梧棲觀光漁港                           | 台中客運                   | 行駛於公車專用道                                                                     |
| 308      | 新民高中－關連工業區                             | 統聯客運                   | 行駛於公車專用道                                                                     |
| 309      | 高美濕地－臺中車站－高美濕地                     | 台中客運 統聯客運 巨業交通 | 行駛於公車專用道 為環狀線，臺中車站為回轉中繼站                                      |
| 310      | 臺中港旅客服務中心－臺中車站－臺中港旅客服務中心 | 台中客運 統聯客運 巨業交通 | 行駛於公車專用道 為環狀線，臺中車站為回轉中繼站                                      |
| 323      | 新建國市場－彩虹眷村                             | 台中客運                   |                                                                                      |
| 324      | 新民高中－臺中都會公園                           | 台中客運                   |                                                                                      |
| 325      | 臺中車站－大肚車站                               | 台中客運                   |                                                                                      |
| 326      | 新民高中－靜宜大學                               | 統聯客運                   | 301路之夜間路線，行駛慢車道。                                                        |
| 352      | 中科管理局－大肚                                 | 中鹿客運                   | 部分班次延駛中科實驗高中（平和路）                                                   |
| 355      | 仁友停車場-西苑高中                              | 中鹿客運                   | 經台中區監理所                                                                       |
| 361      | 龍津高中－台中榮總                               | 中鹿客運                   |                                                                                      |
| 617      | 臺中港旅客服務中心－仁友停車場                   | 中鹿客運                   |                                                                                      |
| 658      | 大安新幹線（大安濱海樂園－惠文高中）             | 中台灣客運                 | 經台灣大道、大甲車站、大安區公所                                                     |
| 658延    | 海墘國小－惠文高中                               | 中台灣客運                 |                                                                                      |
| 659      | 幼獅新幹線（幼獅工業區－臺中榮總）               | 台中客運                   | 經大甲車站、靜宜大學、弘光科技大學、東海別墅                                         |
| 675      | 龍津高中－凱旋敦化路口                           | 台中客運 統聯客運          | 原199                                                                                |
| 677      | 沙鹿龍井環線                                     | 巨業交通                   | 分左環與右環行駛，皆由巨業沙鹿站發車 左環先抵沙鹿市場，右環先抵第一銀行（沙鹿分行）  |

小黃公車
臺中市小黃公車是由臺中市政府交通局推動的公車系統之一，於2017年4月1日啟用，路線皆採固定時間發車且免費搭乘，乘車需於前一天預約，預約人數較多時則安排多輛計程車以提供載客服務，當中僅無臺中市市區公車行駛、停靠之路段可隨招隨停，以擴大公共運輸服務範圍至年長者、行動不便、偏遠地區、攜帶大型行李的民眾。行經龍井區的小黃公車路線有黃11路（天母櫻城至麗水）、黃15路（天母櫻城至沙鹿車站）、黃24路（鴨母寮永安宮至龍井光田醫院）等3條，提供龍泉、竹坑、三德、龍津、福田、麗水龍西、龍東、田中、龍崗等10個里的居民搭乘。

### 公路
- 國道三號(福爾摩沙高速公路)
  - 182 龍井龍井交流道：銜接向上路(即臺中特三號道路)。交流道臨近沙鹿高工、靜宜大學、弘光科技大學、東海大學、中部科學園區、臺中工業區及臺中港關連工業區。東向銜接臺12線（即臺灣大道），西向可聯絡臺61線西濱快速公路及臺1線，由於交流道位置特殊，東西向皆可到達沙鹿市區、龍井區、梧棲區及臺中市。
- 臺1線
- 臺17線
- 臺61線：西濱快速公路
  - 157 龍井龍井交流道
- 臺12線
- 市道136號：梧棲區向上路－中興路－龍井交流道－龍井區向上路－大肚區

### 公共自行車
臺中市公共自行車租賃系統（iBike）是臺中市政府推動的公共自行車租賃系統，2013年6月開始規劃建置，2014年7月18日開始營運，2017年5月16日使用次數突破一千萬人次，龍井區則於2018年6月23日正式引進YouBike1.0系統，並於2021年6月25日引進YouBike2.0系統，2023年6月28日全面停止營運YouBike1.0系統，改為僅營運YouBike2.0系統。資料截至2024年12月31日，YouBike2.0系統已於龍井區設有23個站點，並可甲地租車、乙地還車，提供民眾租借使用。

## 教育

### 高級中等學校
- 臺中市立龍津高級中等學校

### 國民中學
- 臺中市立龍津高級中等學校國中部
- 臺中市立龍井國民中學
- 臺中市立四箴國民中學

### 國民小學
- 臺中市龍井區龍井國民小學
- 臺中市龍井區龍峰國民小學
- 臺中市龍井區龍山國民小學
- 臺中市龍井區龍津國民小學
- 臺中市龍井區龍泉國民小學
- 臺中市龍井區龍海國民小學
- 臺中市龍井區龍港國民小學

## 旅遊
- 陳三綱堂祠堂（茄投陳宅）
- 東海別墅夜市（東海商圈）
- 國際藝術街
- 亨德紀念公園
- 龍目井
- 竹坑陳宅
- 水裡港福順宮（龍井區水裡港文物館）
- 磐頂教會
- 龍泉岩祖師廟
- 十二韻-龍井中央店
- 龍井巧聖先師廟

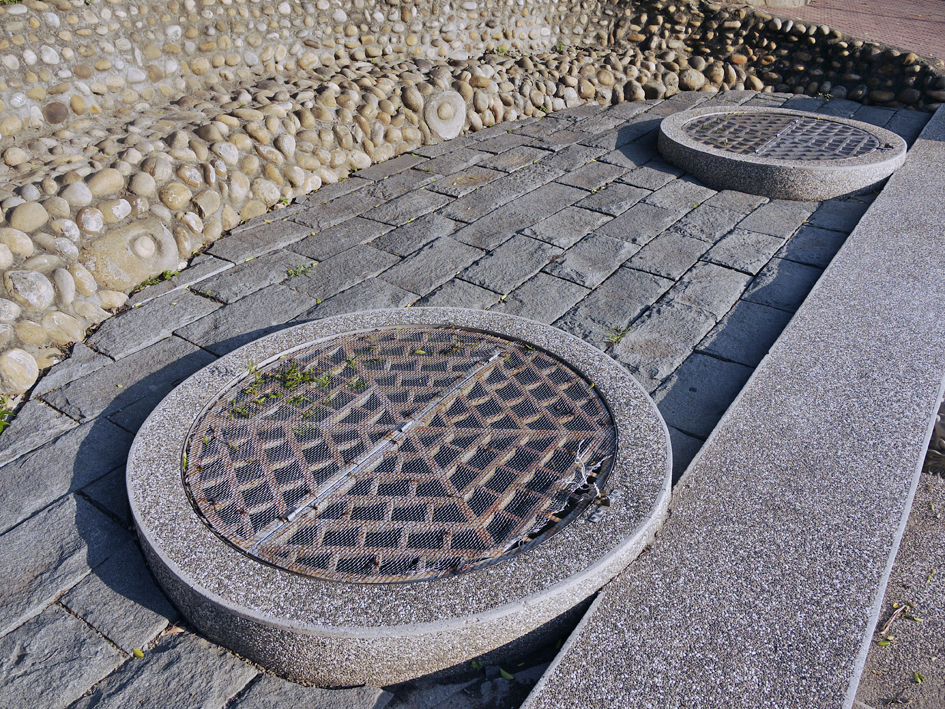
龍井區名稱由來，龍目井
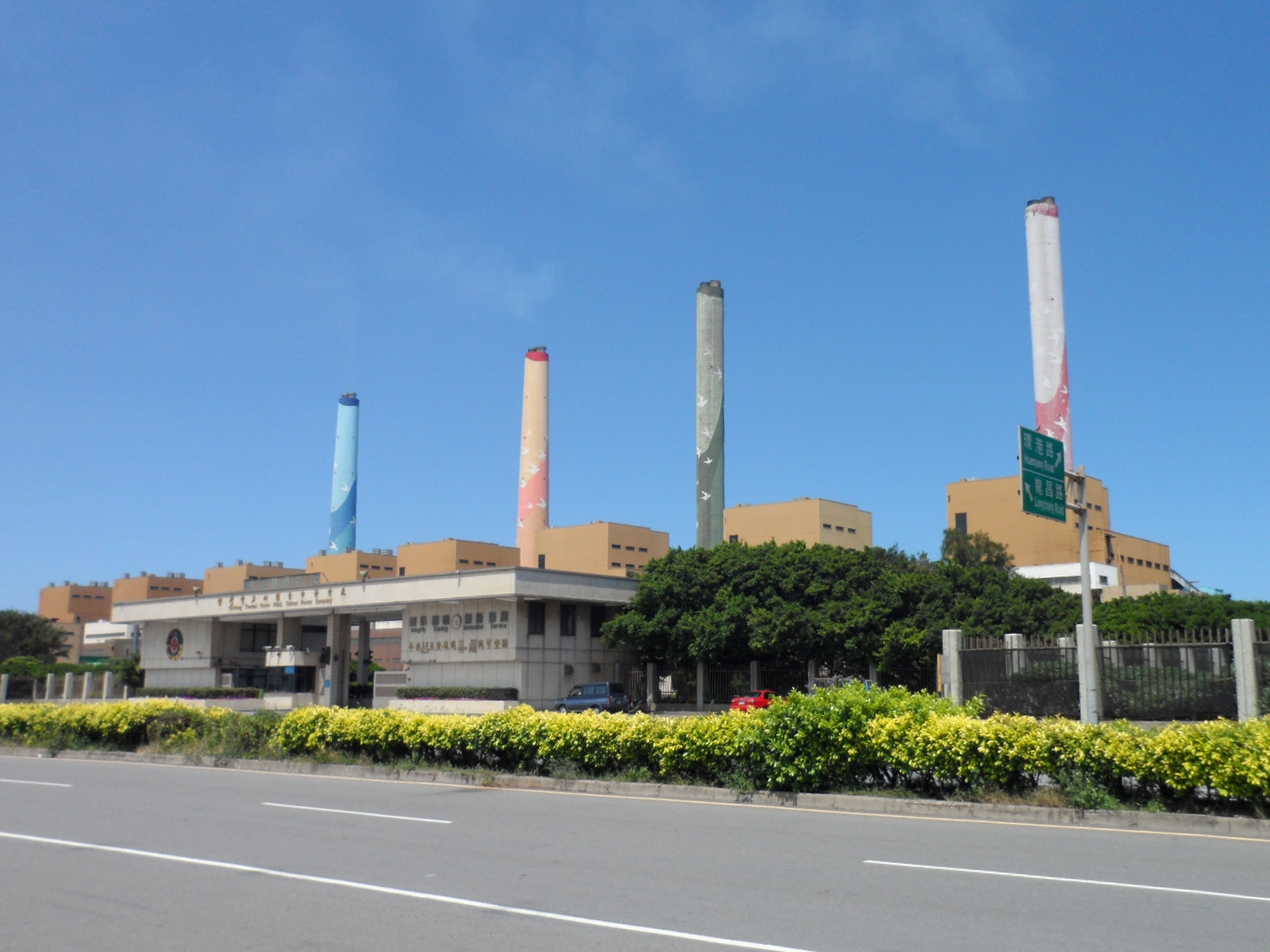
台中火力發電廠
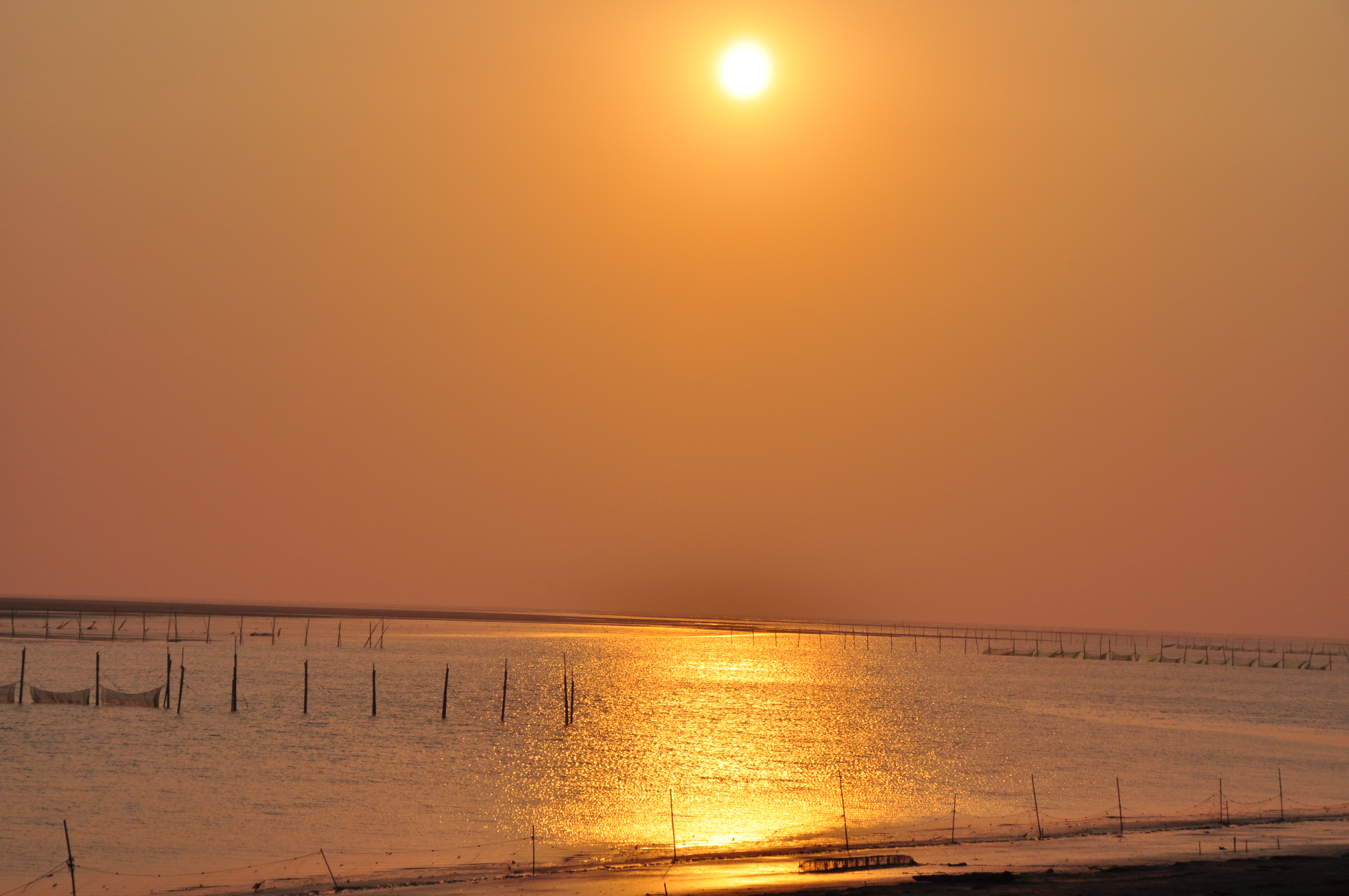
麗水里烏溪出海口
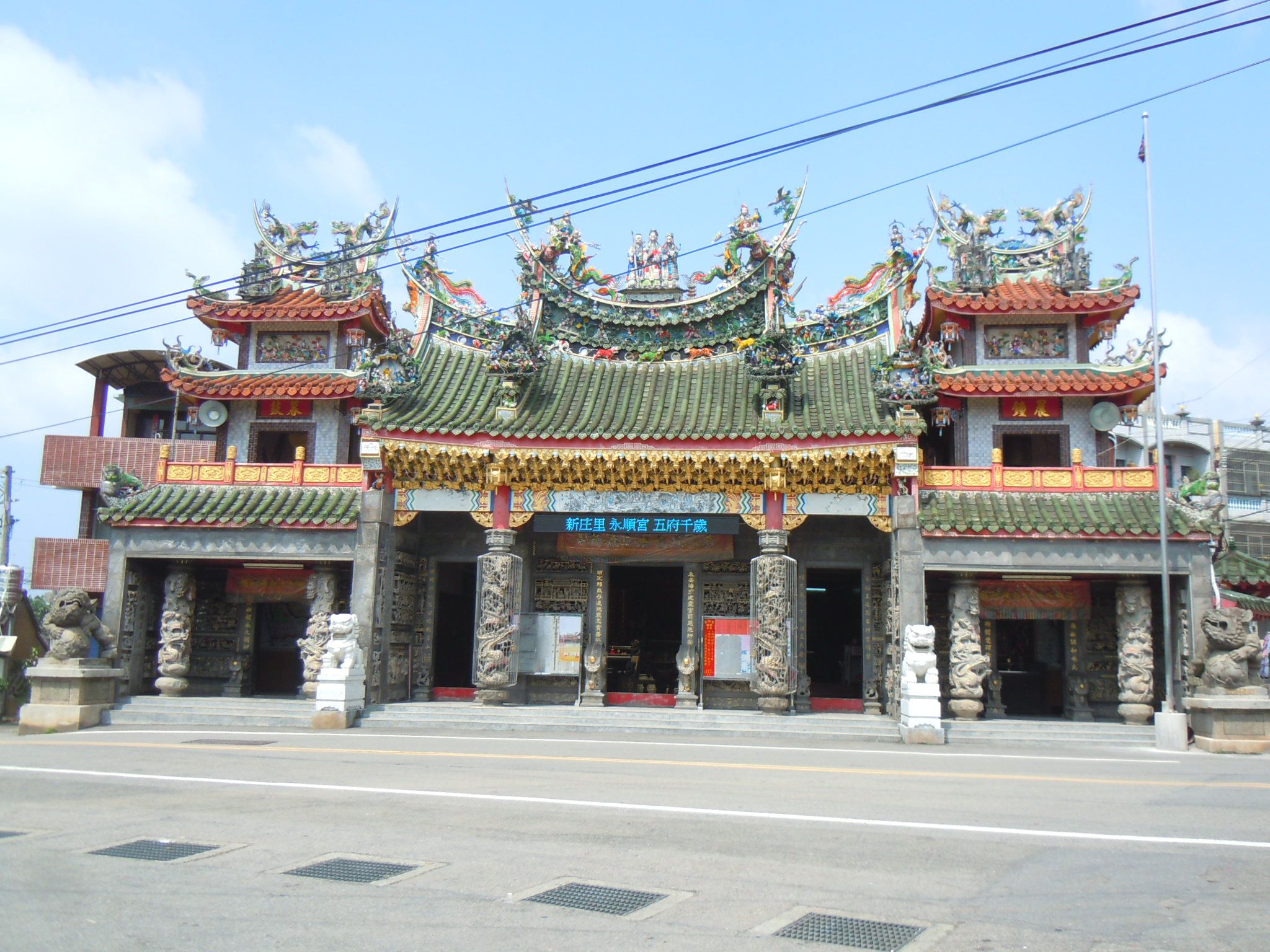
新永順宮（主祀五府千歲(李池吳朱范)）
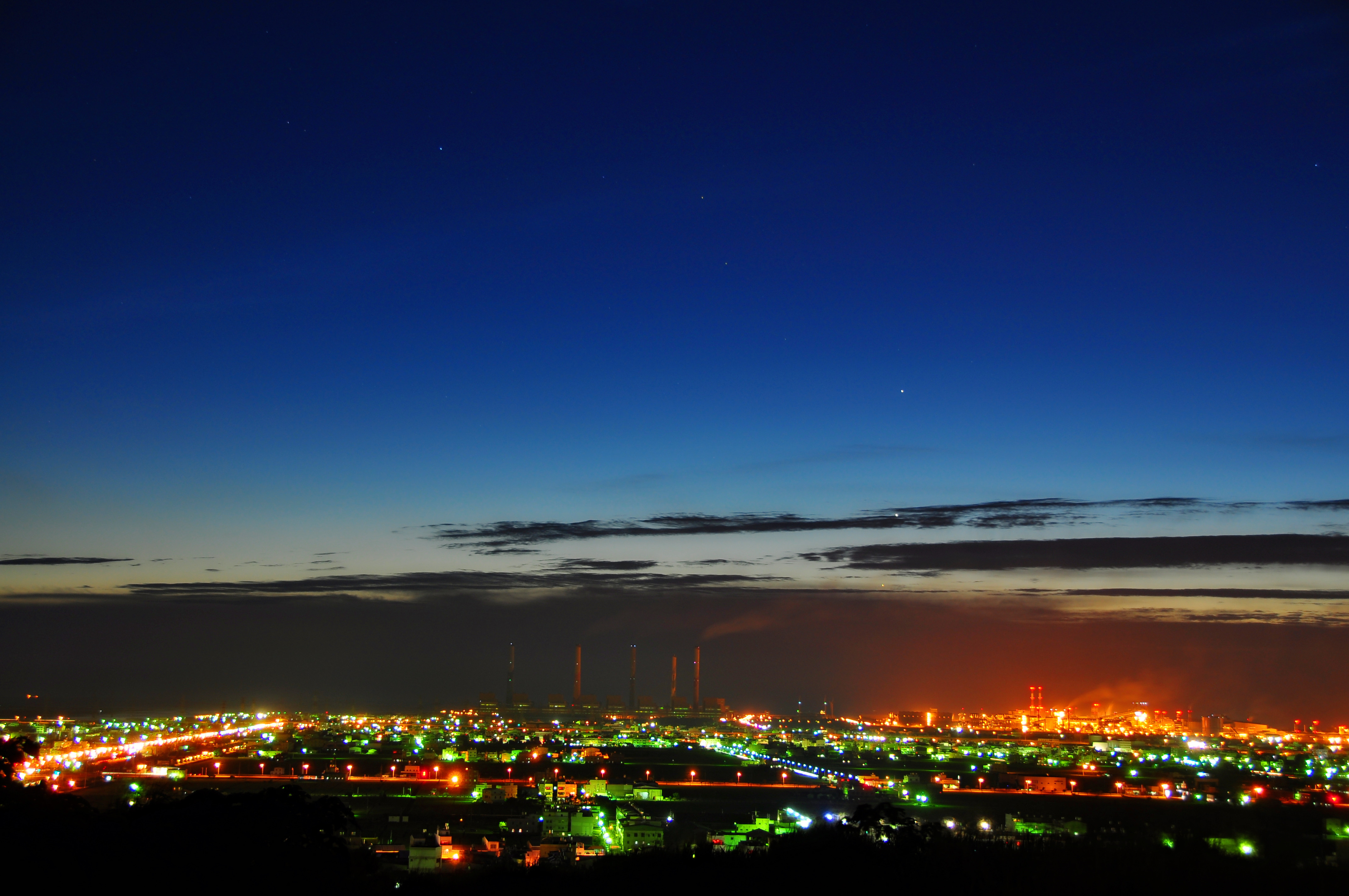
傍晚在大肚台地上遠眺龍井區

- 臺中中山宮七王會龍井金虎爺分會

- 龍井區名稱由來，龍目井
- 台中火力發電廠
- 麗水烏溪出海口
- 新庄永順宮
- 傍晚在大肚台地上遠眺龍井區

## 外部連結
- 臺中市龍井區公所 （页面存档备份，存于）